# 911 (Remix)
「911 (Remix)」（ナインワンワン リミックス）は、キングギドラのシングル。2002年9月11日にデフスターレコーズから発売。

## 解説
- 「ジェネレーションネクスト」と同時発売。
- 2001年9月11日にニューヨークで起きた同時多発テロをテーマにした作品であり、発売日は同時多発テロが起きて丁度1年の日である。
- この曲は2001年10月に製作され、当初はこの曲が再結成第1弾シングルとして発売する予定であったが、レコード会社の自主規制により、発売が延期されていた[注 1]。その後、メンバーがレコード会社を説得し、バージョンを変えた形で発売されることとなった[1]。オリジナル・バージョンはアルバム『最終兵器』に収録されており、このリミックスバージョンはリミックスアルバム「最新兵器」に収録された。

## 収録曲
1. 911 (Remix) 5:34
  - 作詞：ZEEBRA, DJ OASIS, K DUB SHINE　作曲：FIRSTKLAS　リミックス：FIRSTKLAS

ゲストボーカルとしてMiho Brownが参加。
2. UNSTOPPABLE (DJ WATARAI Remix) 3:33
  - 作詞：ZEEBRA, K DUB SHINE　作曲：DJ OASIS　リミックス：DJ WATARAI

イントロには平成維新、アウトロにはドライブハイの一部分のラップが使用されている。
3. 911 (Remix Instrumental) 5:33
4. UNSTOPPABLE (DJ WATARAI Remix Instrumental) 3:33